# Карлин, Шон
Шон Уильям Карлин (англ. Sean William Carlin; род. 29 ноября 1967, Аделаида) — австралийский легкоатлет, специалист по метанию молота. Выступал за сборную Австралии по лёгкой атлетике в 1986—1996 годах, двукратный чемпион Игр Содружества, участник двух летних Олимпийских игр.

## Биография
Шон Карлин родился 29 ноября 1967 года в городе Аделаида, Южная Австралия.
Некоторое время проживал в Англии, представлял легкоатлетический клуб из Солсбери.
Впервые заявил о себе на международной арене в сезоне 1986 года, когда вошёл в состав австралийской национальной сборной и выступил на юниорском мировом первенстве в Афинах, где занял в метании молота седьмое место.
В 1990 году побывал на Играх Содружества в Окленде, откуда привёз награду золотого достоинства, выигранную в метании молота.
В 1991 году стал одиннадцатым на летней Универсиаде в Шеффилде и девятым на чемпионате мира в Токио.
Благодаря череде удачных выступлений удостоился права защищать честь страны на летних Олимпийских играх 1992 года в Барселоне. Метнул молот на 76,12 метра, расположившись с этим результатом на восьмой строке итогового протокола.
После барселонской Олимпиады Карлин остался в составе легкоатлетической команды Австралии на ещё один олимпийский цикл и продолжил принимать участие в крупнейших международных соревнованиях. Так, в 1994 году он одержал победу на Играх Содружества в Виктории, стал шестым на Кубке мира в Лондоне, установил свой личный рекорд на соревнованиях в Аделаиде — 77,58 метра.
В 1995 году занял 14-е место на чемпионате мира в Гётеборге.
Находясь в числе лидеров австралийской национальной сборной, благополучно прошёл отбор на Олимпийские игры 1996 года в Атланте — на сей раз показал в метании молота результат 73,32 метра, чего оказалось недостаточно для выхода в финальную стадию соревнований.
Впоследствии работал учителем в частной школе в Южной Австралии, являлся сотрудником Федерации лёгкой атлетики Австралии.